# Thomas Gibson-Carmichael, 1. Baron Carmichael

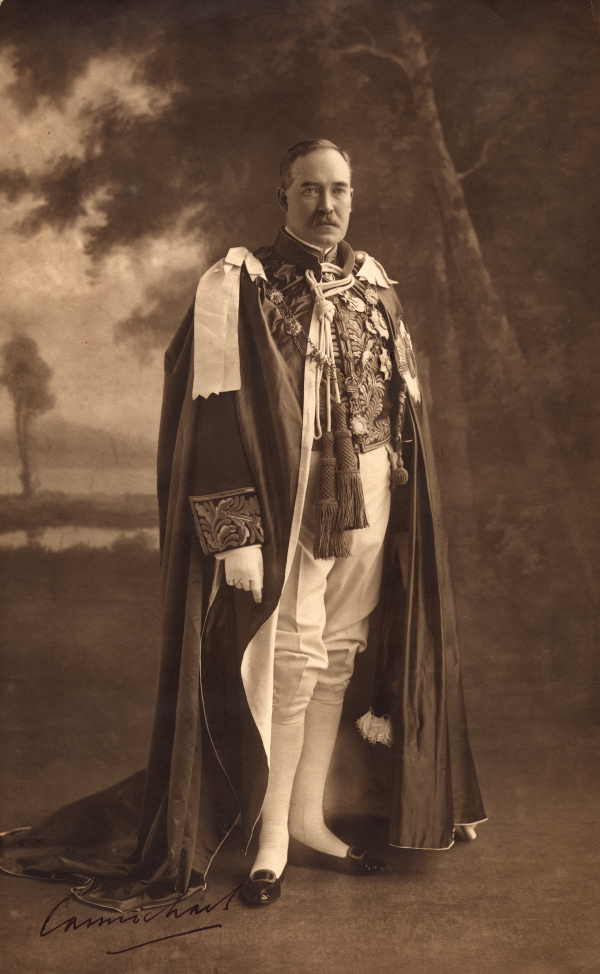
Sir Thomas Gibson-Carmichael, 11. Baronet

Thomas David Gibson-Carmichael, 1. Baron Carmichael (* 18. März 1859 in Edinburgh, Schottland; † 16. Januar 1926 in London, England) war ein liberaler britischer Politiker und Gouverneur der britischen Kolonien Madras und Bengalen sowie des australischen Bundesstaats Victoria.

## Leben
Thomas Gibson-Carmichael wurde 1859 als Sohn des Rev. Sir William Henry Gibson-Carmichael, 10. Baronet (1827–1891), geboren. Ein Studium am St John’s College der Universität Cambridge schloss er 1884 als Master of Arts ab. Als Abgeordneter der Liberal Party für Edinburghshire war er von 1895 bis 1900 Mitglied des britischen House of Lords. Beim Tod seines Vaters am 19. Dezember 1891 erbte er dessen 1702 in der Baronetage of Nova Scotia geschaffenen Adelstitel als 11. Baronet, of Keirhill in the County of Edinburgh.
1908 wurde Carmichael zum Gouverneur von Victoria ernannt. Er trat das Amt am 27. Juli an. Am 3. Dezember desselben Jahres ließ er das Parlament von Victoria auflösen, nachdem dem Premierminister Thomas Bent das Misstrauen ausgesprochen wurde. Aus den folgenden Wahlen ging später John Murray als Sieger hervor.
Am 29. Mai 1911 verließ Carmichael Melbourne und wurde Gouverneur von Madras. Im Jahr darauf wurde er zum Gouverneur von Bengalen ernannt. Am 7. Februar 1912 wurde er in der Peerage of the United Kingdom zum Baron Carmichael, of Skirling in the County of Peebles, erhoben und wurde dadurch Mitglied des britischen House of Lords.
1917 verließ er Indien. Er starb am 16. Januar 1926 in London. Da seine 1886 geschlossene Ehe mit Mary Helen Elizabeth Nugent (1863–1947) kinderlos blieb, erlosch sein Baronstitel mit seinem Tod, der Baronettitel fiel an einen entfernten Verwandten.

## Auszeichnungen
- Knight Commander des Order of St. Michael and St. George (1904)
- Knight Grand Commander des Order of the Indian Empire (1911)
- Knight Grand Cross des Order of the Star of India (1917)
- Fellow der Royal Society of Edinburgh (1902)[2]